# Martin Chalfie

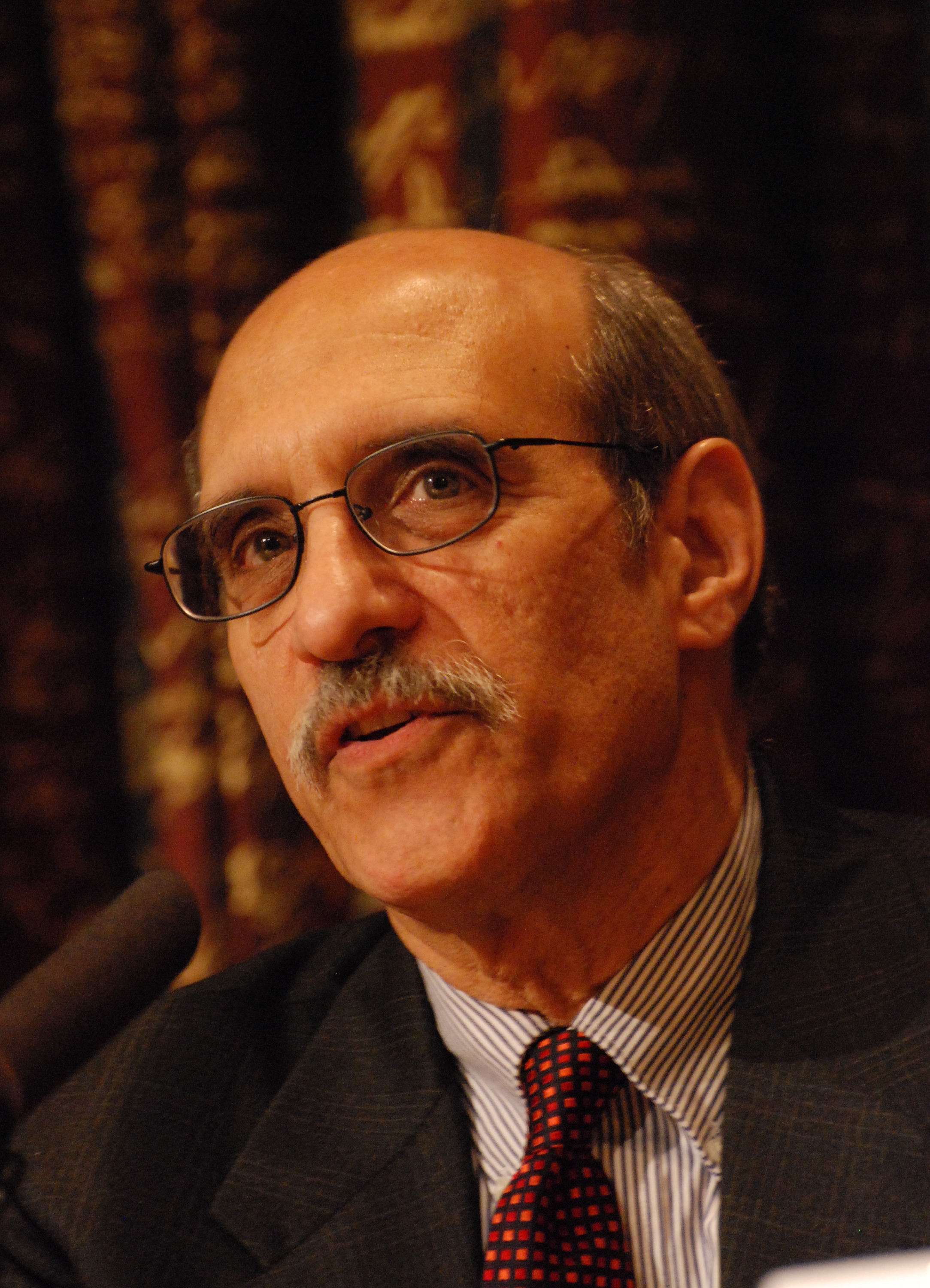
Martin Chalfie

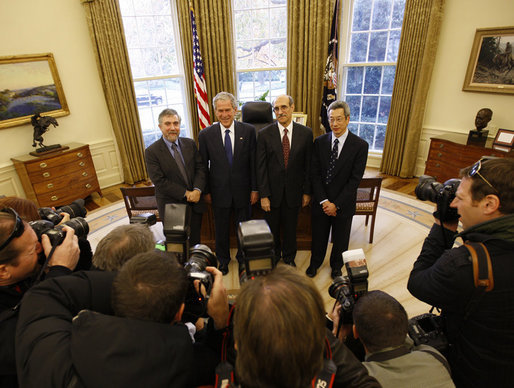
George W. Bush trifft drei Nobelpreisträger von 2008. Martin Chalfie ist der zweite von rechts.

Martin Chalfie (* 15. Januar 1947 in Chicago, Illinois) ist ein US-amerikanischer Biologe und gemeinsam mit Osamu Shimomura und Roger Tsien Träger des Nobelpreis für Chemie 2008.

## Leben
Chalfie promovierte 1977 an der Harvard University in Physiologie. 1982 wurde er außerordentlicher Professor für Biologie an der Columbia University. Später wurde er William-R.-Kenan-Jr.-Professor für Biologie an der gleichen Universität.
Chalfie arbeitet auf dem Gebiet der Zelldifferenzierung. Besonders interessiert er sich für Entwicklung und Funktion von Nervenzellen, die er am Beispiel des Fadenwurms Caenorhabditis elegans untersuchte. Außerdem entwickelte er neue experimentelle Methoden für derartige Untersuchungen. So konnte er das Gen des grün fluoreszierenden Proteins 1994 erstmals außerhalb der Qualle Aequorea victoria zur Expression bringen. Dies war der Durchbruch des Proteins als ein genetischer Marker.
Chalfie ist mit Tulle Hazelrigg verheiratet, die auch eine Professur an der Columbia University innehat, und er hat eine Tochter.

## Veröffentlichung
- Martin Chalfie und Steven Kain: Green Fluorescent Protein. Properties, Applications and Protocols. 2. Auflage, Wiley & Sons, Hoboken 2006, ISBN 0-471-73682-1

## Auszeichnungen
- 2006 Lewis S. Rosenstiel Award for Distinguished Work in Basic Medical Science
- 2008 E. B. Wilson Medal
- 2008 Nobelpreis für Chemie
- 2018 Lomonossow-Goldmedaille
- 2022 Präsident der American Society for Cell Biology

## Mitgliedschaften
- National Academy of Sciences
- American Academy of Arts and Sciences
- Royal Society
- American Philosophical Society